# Tigridia
Tigridia é um gênero da família Iridaceae. Também conhecida como Flor de Concha Mexicana.

## Espécies
- Tigridia albicans
- Tigridia alpestris
- Tigridia amatlanensis
- Tigridia atrata
- Tigridia augusta
- Tigridia azurea
- Tigridia bicolor
- Tigridia bracteolata
- Tigridia buccifera
- Tigridia catarinensis
- Tigridia chiapensis
- Tigridia chrysantha
- Tigridia coelestis
- Tigridia conchiflora
- Tigridia curvata
- Tigridia dugesii
- Tigridia durangense
- Tigridia ehrenbergii
- Tigridia estelae
- Tigridia flammea
- Tigridia flava
- Tigridia galanthoides
- Tigridia gracielae
- Tigridia grandiflora
- Tigridia hallbergii
- Tigridia herbertii
- Tigridia hintonii
- Tigridia houttei
- Tigridia huajuapanensis
- Tigridia huyanae
- Tigridia illecebrosa
- Tigridia immaculata
- Tigridia inusitata
- Tigridia x lilacea
- Tigridia lobata
- Tigridia lutea
- Tigridia mariaetrinitatis
- Tigridia martinezii
- Tigridia matudae
- Tigridia meleagris
- Tigridia mexicana
- Tigridia minuta
- Tigridia molseediana
- Tigridia morelosana
- Tigridia mortonii
- Tigridia multiflora
- Tigridia nitida
- Tigridia orthantha
- Tigridia oxypetala
- Tigridia passiflora
- Tigridia pavonia
- Tigridia pearcei
- Tigridia philippiana
- Tigridia potosina
- Tigridia pringlei
- Tigridia pugana
- Tigridia pulchella
- Tigridia purpurea
- Tigridia purpusii
- Tigridia purruchucana
- Tigridia raimondii
- Tigridia rzedowskiana
- Tigridia seleriana
- Tigridia speciosa
- Tigridia suarezii
- Tigridia tepoxtlana
- Tigridia vanhouttei
- Tigridia van-houttei
- Tigridia venusta
- Tigridia versicolor
- Tigridia violacea